# Xemeneia de Can Galta Cremat
La Xemeneia de Can Galta Cremat és una obra de Barcelona protegida com a Bé Cultural d'Interès Local.

## Descripció
La xemeneia de Can Galta Cremat es troba a la plaça de Can Galta Cremat; entre els carrers Campeny, Colòmbia i Arquímedes. És l'únic element que resta d'empeus d'una antiga fàbrica tèxtil.
L'estructura és d'obra vista i consta de dues parts. L'inferior és un basament de planta quadrangular coronat per una cornisa decorada amb dentellons; en una de les seves cares hi ha una obertura d'arc de mig punt actualment tapiada. La part superior és la xemeneia de forma troncocònica sense cap decoració i acabada amb una simple motllura.

## Història
La fàbrica dels germans Mateu, coneguda popularment com de Can Galta Cremat, va ser creada l'any 1896 com a relleu de la producció llanera de La Societé. Gràcies a la bona marxa econòmica de la Primera Guerra Mundial va tenir un gran creixement. La fàbrica constava de telers mecànics, telers per a panes, màquines per a aprest i per filar.